# Lelkowiec amazoński
Lelkowiec amazoński, lelczyk amazoński (Nyctiprogne leucopyga) – gatunek małego ptaka z rodziny lelkowatych (Caprimulgidae). W pięciu podgatunkach zasiedla Amazonię. Nie jest zagrożony wyginięciem.

## Podgatunki i zasięg występowania
Wyróżnia się następujące podgatunki:
- N. leucopyga exigua – wschodnia Kolumbia, południowa Wenezuela
- N. leucopyga pallida – północno-wschodnia Kolumbia, zachodnia i centralna Wenezuela
- N. leucopyga leucopyga – wschodnia Wenezuela, Gujana, Gujana Francuska, Surinam i północna Brazylia
- N. leucopyga latifascia – skrajnie południowa Wenezuela
- N. leucopyga majuscula – północno-wschodnie Peru, północna i wschodnia Boliwia, zachodnia i centralna Brazylia

## Habitat
Nizinne lasy tropikalne do wysokości 500 m n.p.m.; preferuje obrzeża rzek, bagna i sawanny.

## Morfologia

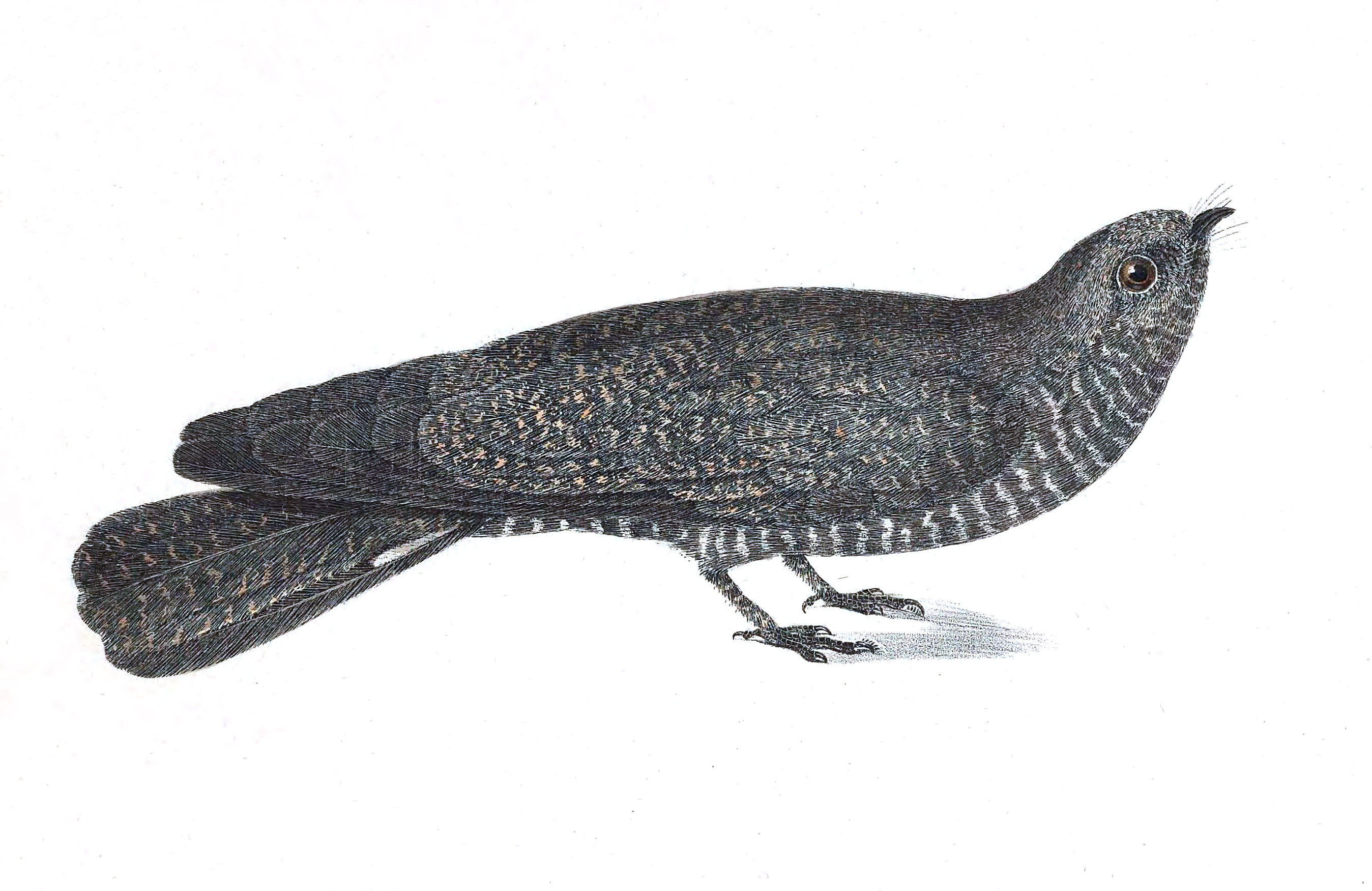
Lelkowiec amazoński na ilustracji autorstwa Johanna Baptista von Spixa z 1825 roku

Lelkowiec amazoński mierzy 16–20 cm; masa ciała samców 23–24 g, samic 23–26 g. Długość skrzydła wynosi 135 mm, ogona 95 mm, a dzioba 5 mm. Samiec posiada szarobrązowy wierzch głowy i ciała, kuper, pokrywy nadogonowe; te obszary pokrywają jasne prążki, najintensywniej na głowie. Zgięcie skrzydeł i lotki II rzędu pokryte czarno-cynamonowymi wzorami. Pokrywy skrzydłowe czarnobrązowe, pokryte rudocynamonowymi wzorami, od plamek po paski. Lotki I rzędu czarnobrązowe, pokryte cynamonoworudymi wzorami głównie na obrzeżach. Po obu stronach gardła mała, biała plamka. Pióra na piersi brązowe, pokryte jasnocynamonowymi paskami. Sterówki ciemne, przez środek biegnie biały pas.

## Lęgi
Okazy ptaków, które były w trakcie rozrodu, zebrano w styczniu, marcu i maju. Brak informacji na temat gniazda. Dostępny jest jeden opis jaj, który mówił o kremowobiałej barwie i brązowych wzorkach. Wymiary dwóch jaj wynosiły 26,6–27,7 na 19,8–20,3 mm. Pozostałe dane nieznane.

## Status
Międzynarodowa Unia Ochrony Przyrody (IUCN) uznaje lelkowca amazońskiego za gatunek najmniejszej troski (LC – Least Concern) nieprzerwanie od 1988 roku. Liczebność populacji nie została oszacowana, ale ptak ten opisywany jest jako dość pospolity, choć rozmieszczony plamowo. Trend liczebności populacji uznawany jest za spadkowy ze względu na wylesianie Amazonii.